# Final Fantasy XIV
Final Fantasy XIV (ファイナルファンタジーXIV Fainaru Fantajī Fōtīn?), även kallad Final Fantasy XIV Online, är ett MMORPG av Square Enix. Spelet är den fjortonde delen i Final Fantasy-sagan.
Spelet släpptes i september 2010 för Microsoft Windows. Då hade Square Enix planer på att släppa spelet till Playstation 3 i mars 2011 men i slutet på 2011 var PS3-versionen fortfarande under utveckling och släpptes först i augusti 2013. Spelet utspelar sig på planeten Hydaelyn (även kallad The Source och Etheirys), huvudsakligen i regionen Eorzea. Spelet släpptes med japanskt, engelskt, franskt och tyskt tal.
Efter att originalversionen av spelet möttes av hård kritik valde Square Enix att lägga ner spelet och göra om det från grunden, något som i spelet förklarades med att draken Bahamut härjade Eorzea och skadade världen allvarligt. Den nya versionen, Final Fantasy XIV: A Realm Reborn, släpptes i augusti 2013 och följdes sedan av expansionerna Heavensward, Stormblood, Shadowbringers och Endwalker.

## Gameplay
Strids- och jobbsystemet skiljer sig från det tidigare som användes i MMORPG spelet Final Fantasy XI, där erfarenhetspoäng och nivå-baserad utveckling användes. Istället baseras utvecklingen på skicklighet likt det system som användes i Final Fantasy II.